# (3187) Dalian
(3187) Dalian (1977 TO3) – planetoida z grupy pasa głównego asteroid okrążająca Słońce w ciągu 3,45 lat w średniej odległości 2,28 au. Odkryta 10 października 1977 roku.